# Cucurbiturile

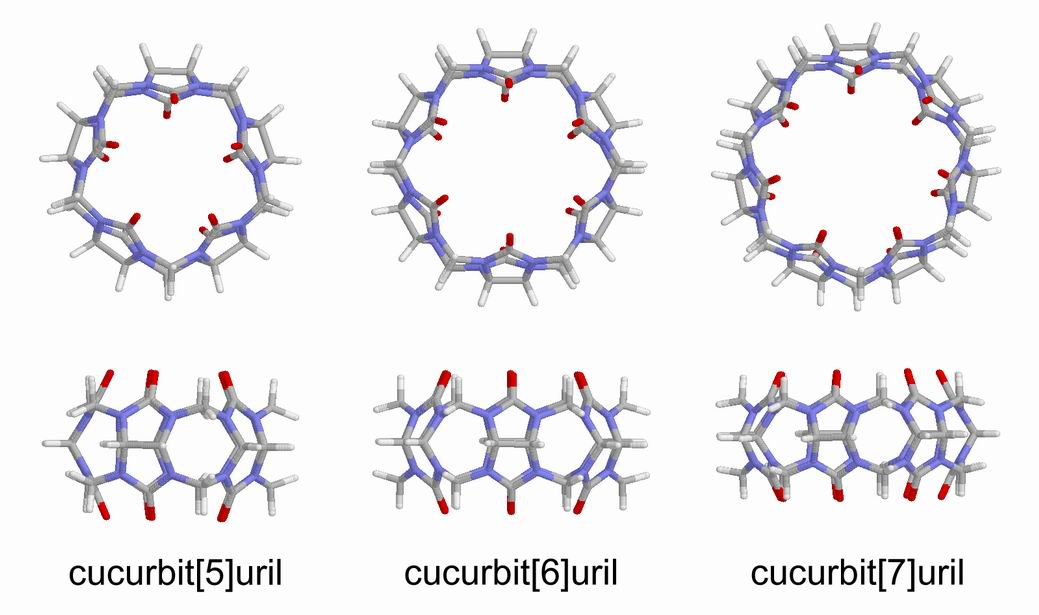
Modèles informatiques de Q5, Q6 et Q7. La rangée du haut est la vue dans la cavité et celle du bas est la vue de côté.

Les cucurbituriles sont des molécules macrocycliques formées d'unités glycolurile (de) [=C4H2N4O2=]. Les atomes d'oxygène de la molécule sont orientés vers le centre de la molécule, formant ainsi une cavité partiellement fermée. Le nom « cucurbiturile » dérive de la ressemblance de la molécule avec une citrouille (famille des cucurbitacées).
Les cucurbituriles sont couramment nommés cucurbit[n]uril, où n représente le nombre d'unités glycolurile. Deux abréviations couramment employées sont CB[n] ou CBn.